# 남곡중학교
남곡중학교는 경상남도 창녕군 남지읍 고곡길 15-2 (고곡리)에 있었던 중학교이다.

## 연혁
- 1961.04.01 남지중학교 남곡분교장 개교
- 1963.01.15 남지제2중학교 설립인가
- 1963.02.20 제1회 졸업식
- 1975.05.29 남곡중학교로 변경
- 2002.03.01 폐교(남지중, 남지여중으로 통합)